# Aéroport de Singapour-Changi
L'aéroport Changi de Singapour (code IATA : SIN • code OACI : WSSS ; en anglais : Singapore Changi Airport ; en malais : Lapangan Terbang Changi Singapura ; en mandarin standard : 新加坡樟宜机场 ; en tamoul : சிங்கப்பூர் சாங்கி விமான நிலையம்) est un aéroport international situé dans la cité-État de Singapour, dans le quartier Changi, 24 km à l'est du centre-ville. Il comprend quatre terminaux, desquels trois sont reliés par un métro automatisé léger.
L'aéroport de Changi est aménagé pour accueillir l'Airbus A380, il est le hub de la compagnie nationale Singapore Airlines qui exploite l'Airbus A380 comme opérateur de lancement. D'autres compagnies desservent également l'aéroport avec l'A380.
Fréquemment plébiscité par les voyageurs comme l'un des meilleurs aéroports au monde, Changi bénéficie d'une ambiance calme et feutrée, son sol étant recouvert d'une épaisse moquette insonorisante aux couleurs vives. On trouve dans son enceinte, outre les nombreuses boutiques qui existent dans tous les aéroports, une cascade, une piscine, des appareils massants, des salles de cinéma gratuites pour les passagers en transit, un plan d'eau hébergeant de nombreux poissons exotiques, un jardin de papillons ou encore une plantation décorative d'orchidées.
L'aéroport de Changi accueille 68,3 millions de passagers en 2019. La construction d'un nouveau terminal nommé T5 devrait débuter en 2024 pour une mise en service prévue vers le milieu des années 2030. Cette extension permettra d'accueillir 50 millions de passagers supplémentaires.

## Situation
| \| 10 km1:2 650 000 \| Singapour-Changi Seletar |
| 10 km1:2 650 000                                |

## Histoire

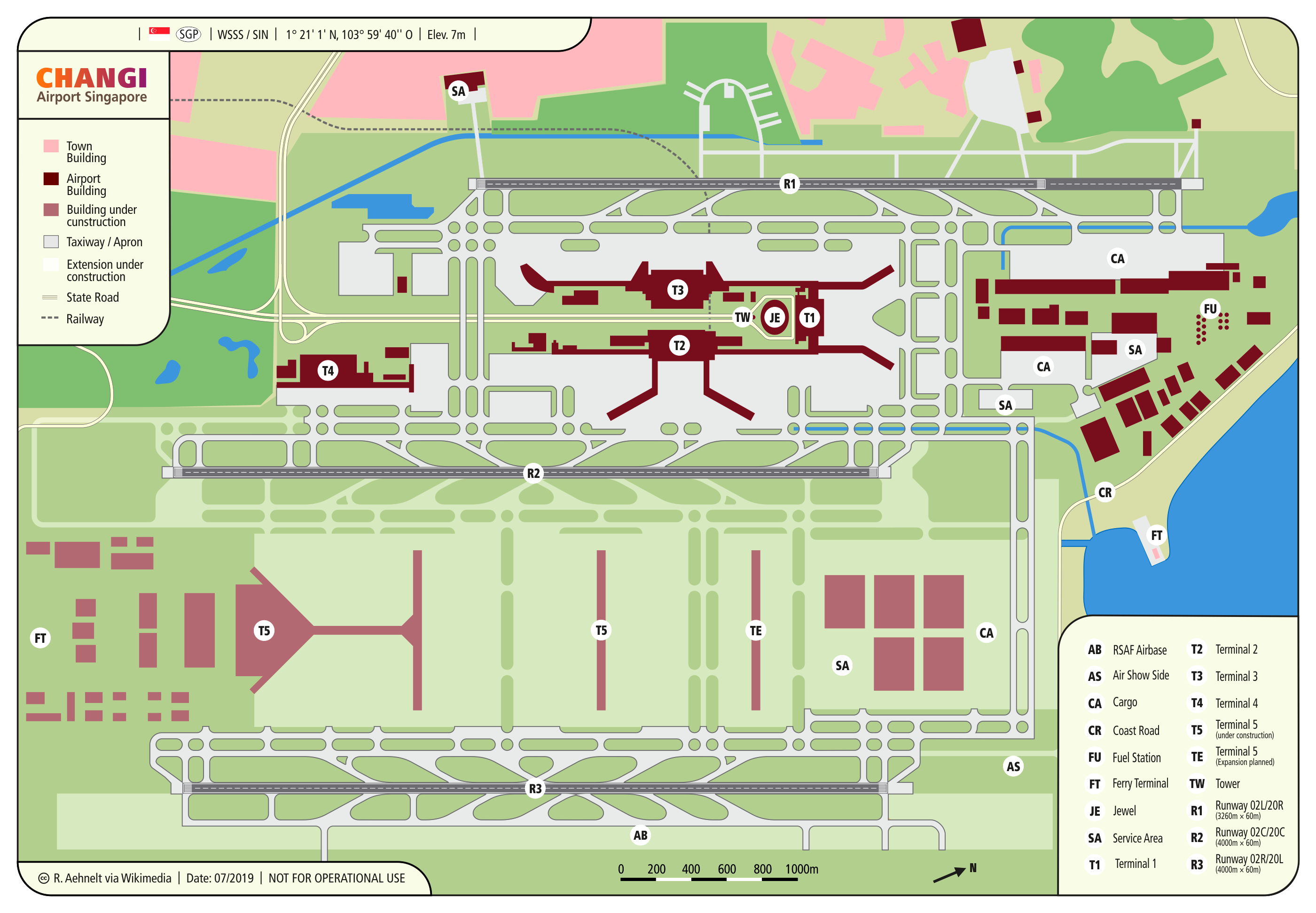
Plan de l'aéroport de Singapour avec des extensions.

Logo.

En 1942, il existait sur l'île deux ou trois petits aéroports, construits par les Britanniques : l'aéroport de Paya Lebar Kalang et surtout l'aéroport de Tengah, le plus important, dans le nord-ouest de l'île. On ne trouve pas mention de l'aéroport de Changi avant 1944, époque où les Japonais construisent une piste à proximité du camp de prisonniers de guerre britanniques, australiens et américains, déjà appelé Changi. L'aéroport international de Singapour a été construit sur le site de ce camp japonais connu de la Croix-Rouge, qui a fonctionné de 1942 à 1945.
De février 2004 à novembre 2013, le vol 21 de Singapore Airlines reliait Singapour-Changi à l'aéroport international de Newark-Liberty (banlieue de New York). Il s'agissait alors du plus long vol commercial sans escale du monde.

## Services

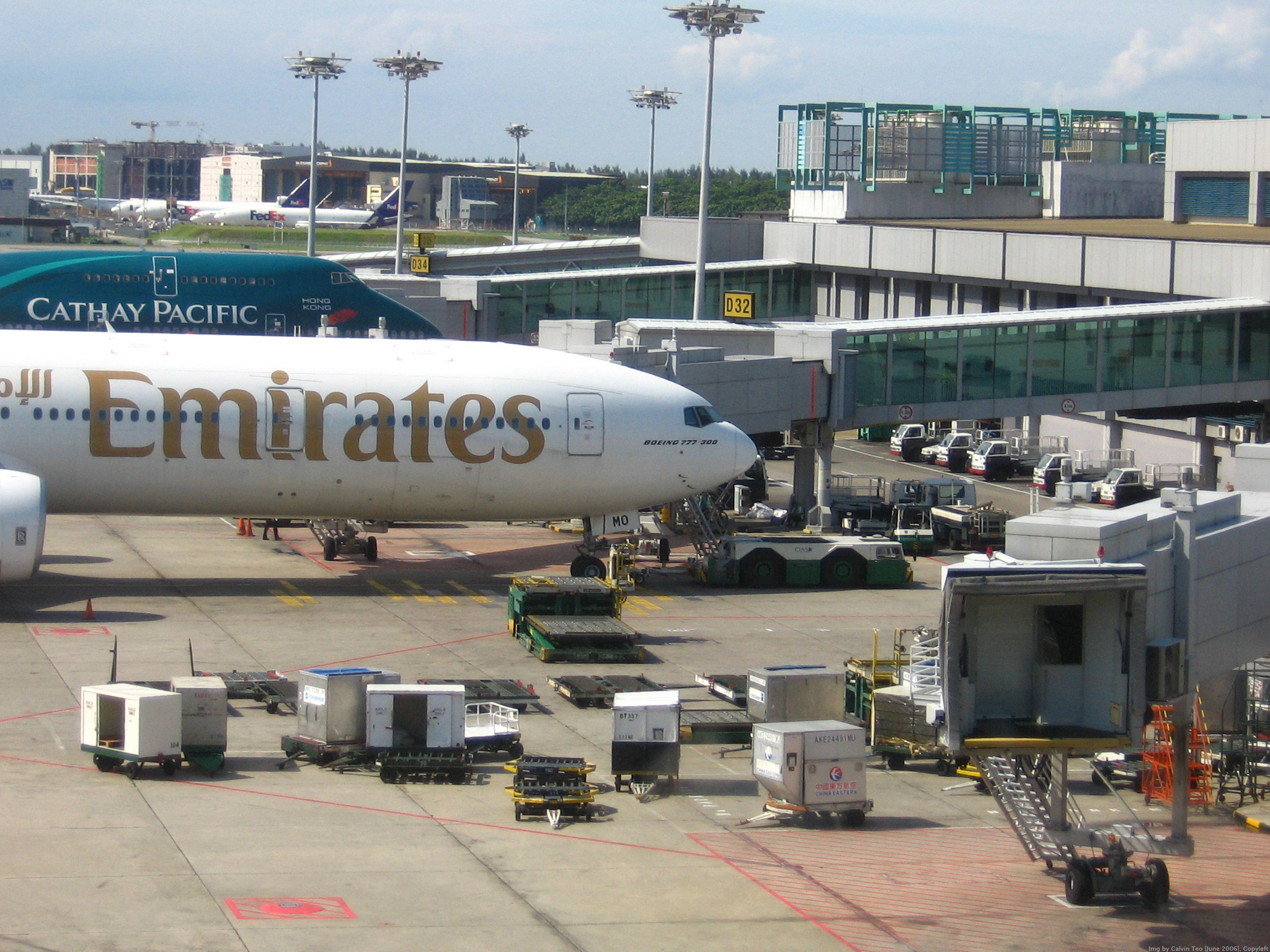
Vue des services d'assistance au sol de l'aéroport Changi de Singapour, desservant un Boeing 777-300 d'Emirates (A6-EMO), avec un Boeing 747-400 de Cathay Pacific "Asia World City" (B-HOY) en vue.

Une centaine de postes Internet gratuits y sont à la disposition des passagers (pour une durée limitée à quinze minutes mais renouvelable à volonté). Des aires de repos permettent de s’y reposer en regardant si on le désire les informations sur un écran plasma géant, mais on peut également se baigner (de 6 h à 12 h) à la piscine — le coût d'accès (17$) inclut une boisson au bar, la possibilité d'une douche, etc. — située sur les toits de l'aéroport (Terminal 1). Des machines gratuites de massage des pieds Big Foot sont aussi disposées à travers l'aéroport.
Les passagers en transit pour des durées supérieures à deux heures peuvent également visiter gratuitement la ville de Singapour et ses environs grâce à un bus mis à leur disposition. Des salles de cinéma sont également à disposition.
Pour la restauration, de nombreuses aires de restauration se situent à l'intérieur des zones passagers, cela en plus des différents restaurants classiques et restaurants rapides qui se trouvent dans les zones libres de l'aéroport.
Il possède également un service d'hôtels efficace disposant de tarifs préférentiels.

### Statistiques
Le graphique qui aurait dû être présenté ici ne peut pas être affiché car il utilise l'ancienne extension Graph, désactivée pour des questions de sécurité. Des indications pour créer un nouveau graphique avec la nouvelle extension Chart sont disponibles ici.

Voir la requête brute et les sources sur Wikidata.

#### Zoom sur l'impact du Covid de 2019-2020
Le graphique qui aurait dû être présenté ici ne peut pas être affiché car il utilise l'ancienne extension Graph, désactivée pour des questions de sécurité. Des indications pour créer un nouveau graphique avec la nouvelle extension Chart sont disponibles ici.

Voir la requête brute et les sources sur Wikidata.

## Prix et récompenses
Depuis 2003, l'aéroport Changi figure dans la liste des meilleurs aéroports au monde de Skytrax, se situant systématiquement aux trois premiers rangs du classement. Entre 2000 et 2010, Changi est nommé meilleur aéroport au monde à deux reprises, en 2006 et 2010. L'aéroport domine le classement depuis 2013 ; en 2019 il se retrouve au premier rang pour la septième année consécutive.

## Galerie

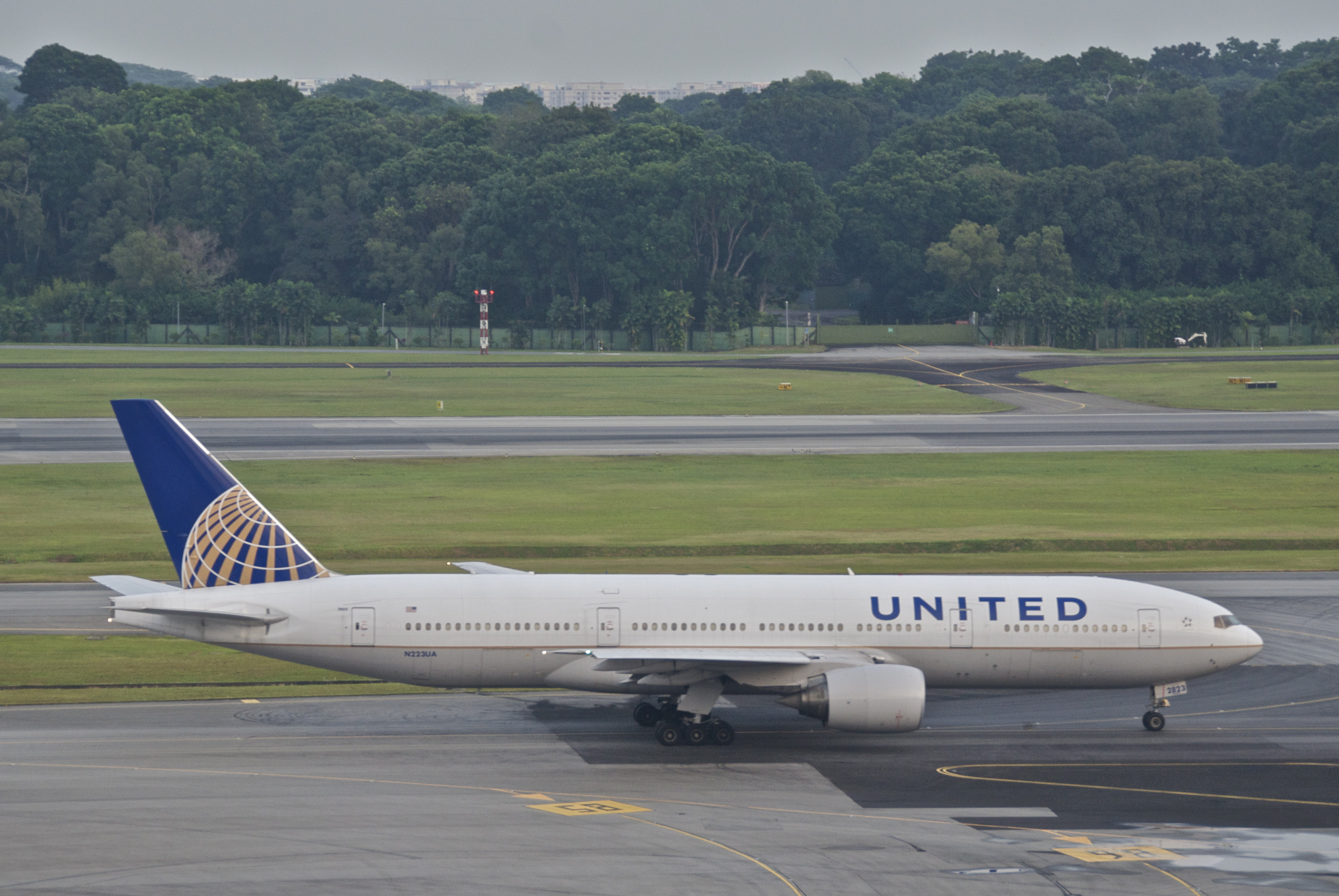
Un Boeing 777-200 de United Airlines.
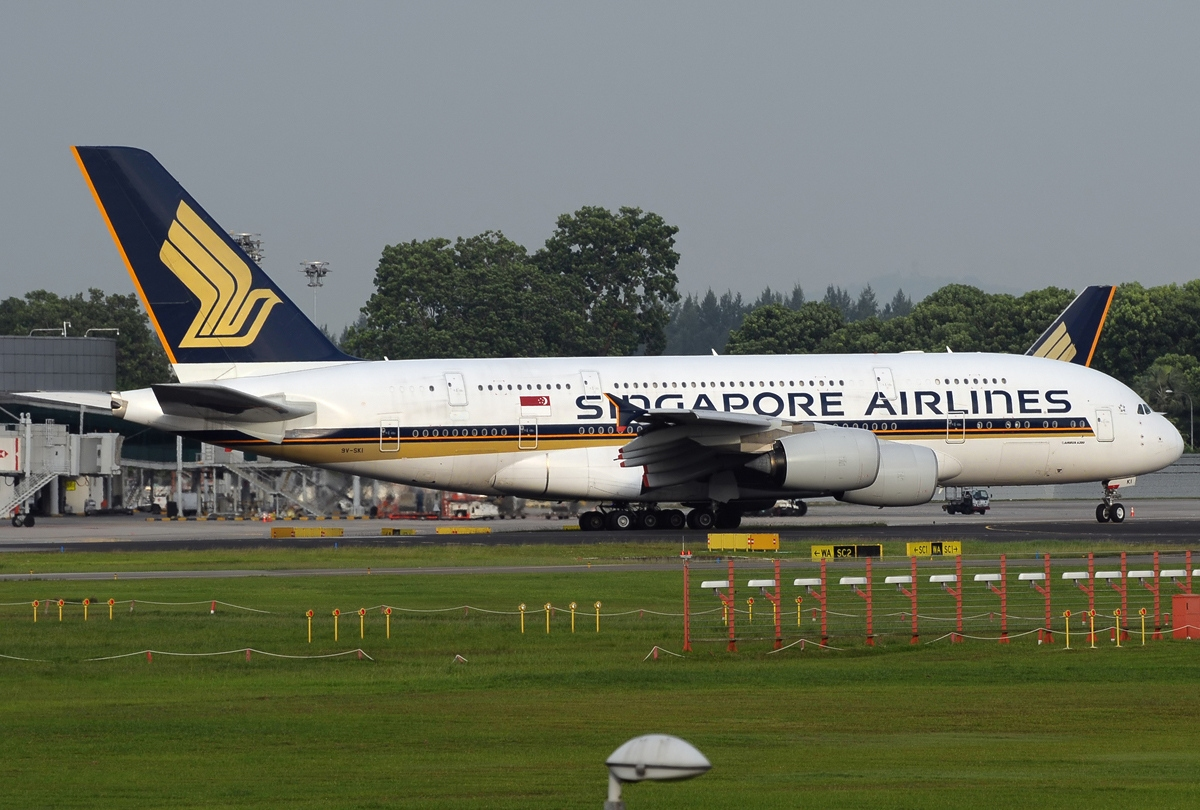
Un Airbus A380 de Singapore Airlines à l'aéroport.
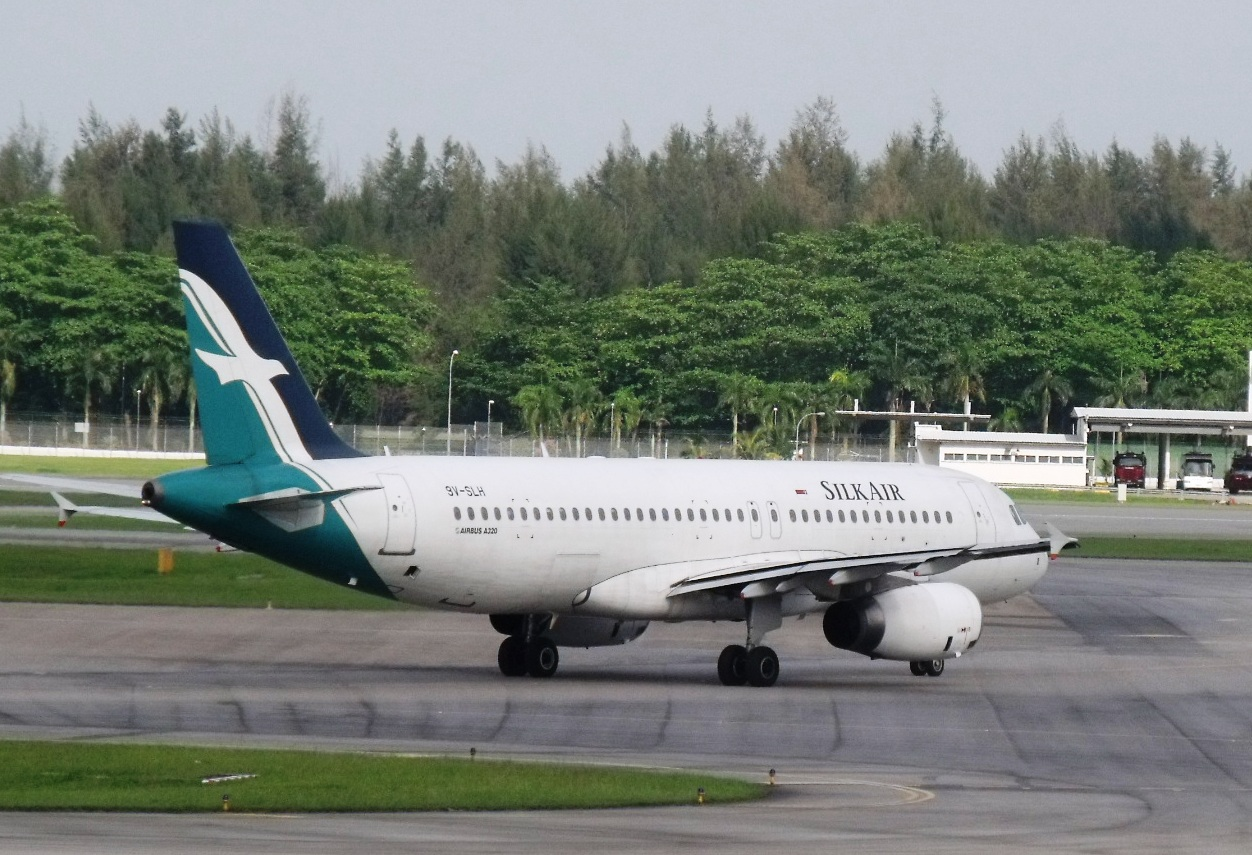
Un Airbus A320 SilkAir en mode taxi.
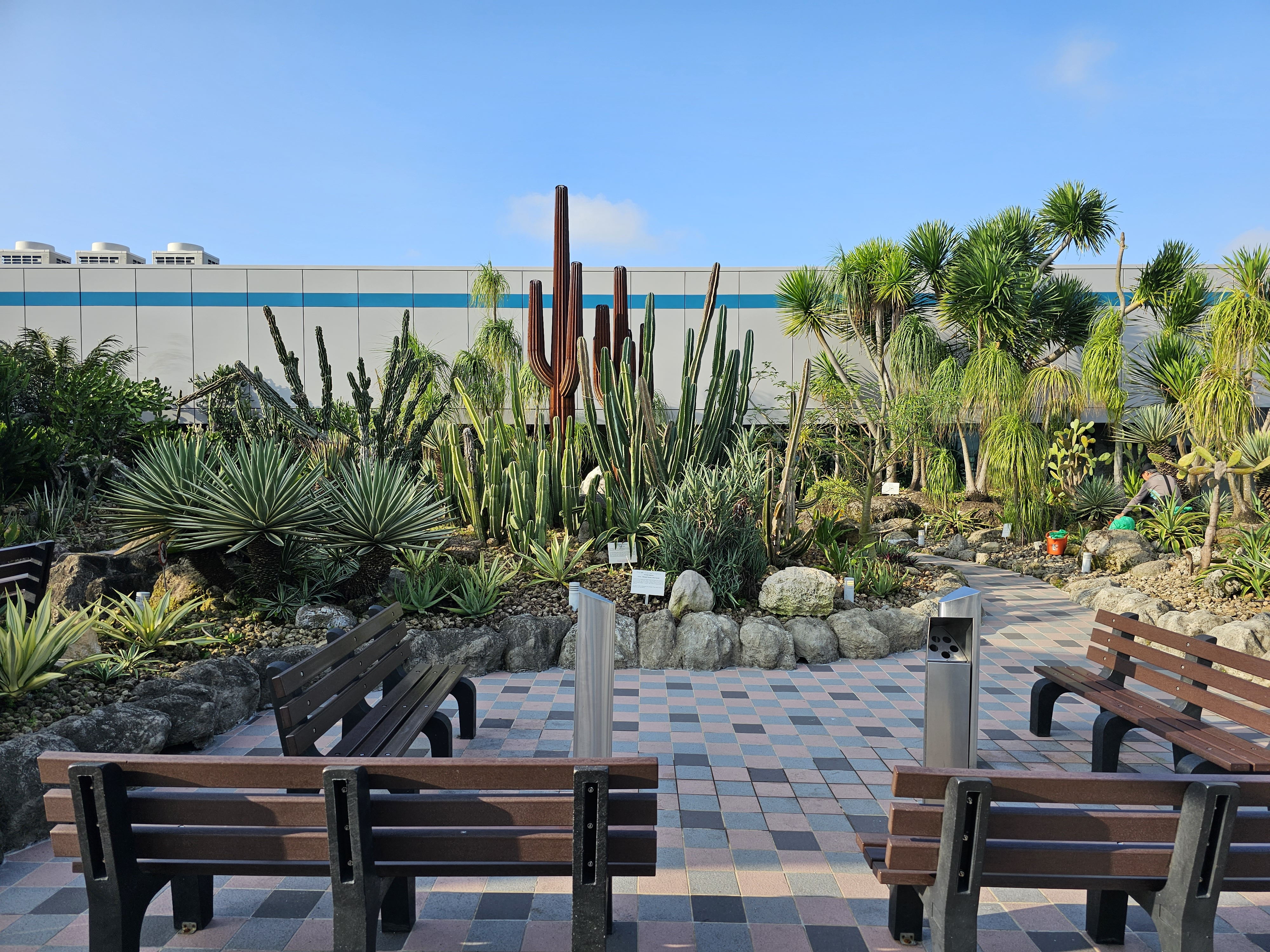
Cactus Garden au Terminal 1.

## Compagnies aériennes et destinations

### Passagers
| Compagnies                    | Destinations |
| ----------------------------- | --- |
| Aero Dili                     | Dili-Presidente-N. Lobato |
| Air Canada                    | Vancouver |
| Air China                     | Chengdu-Tianfu, Chongqing-Jiangbei, Pékin-Capitale, Shanghai-Pudong |
| Air France                    | Paris-Charles de Gaulle |
| Air India                     | Bangalore-Kempegowda, Bombay-Chhatrapati-Shivaji, Delhi-Indira Gandhi, Madras (Chennai), Pune |
| Air India Express             | Madras (Chennai), Madurai, Trichy-Tiruchirapally |
| Air Japan                     | Tokyo-Narita |
| Air Macau                     | Macao |
| Air New Zealand               | Auckland |
| Air Timor                     | Charter : Dili-Presidente-N. Lobato |
| Air Niugini                   | Port Moresby-Jacksons |
| AirAsia                       | - Ipoh-Sultan A. Shah, - Kota Kinabalu, - Kuala Lumpur, - Kuching, - Langkawi, - Penang |
| All Nippon Airways            | Tokyo-Haneda, Tokyo-Narita |
| Asiana Airlines               | Séoul-Incheon |
| Bangkok Airways               | Bangkok-Suvarnabhumi, Ko Samui |
| Batik Air                     | Djakarta-S.-Hatta |
| Biman Bangladesh Airlines     | Dacca-Shah Jalal |
| British Airways               | Londres-Heathrow, Sydney-K. Smith |
| Cathay Pacific                | Bangkok-Suvarnabhumi, Hong Kong |
| Cebu Pacific                  | Mactan-Cebu, Clark, Davao City-Francisco Bangoy, Iloilo, Manille-N. Aquino |
| China Airlines                | Kaohsiung, Surabaya-Juanda, Taïwan-Taoyuan |
| China Eastern Airlines        | Fuzhou-Chánglè, Hangzhou-Xiaoshan, Kunming-Changshui, Quanzhou Jinjiang, Shanghai-Pudong, Yantai |
| China Southern Airlines       | Canton-Baiyun |
| Delta Air Lines               | Tokyo-Narita |
| Druk Air                      | Calcutta-N. S. C. Bose, Paro |
| Emirates                      | Brisbane, Colombo-Bandaranaike, Dubaï, Melbourne-Tullamarine |
| Ethiopian Airlines            | Addis-Abeba Bole, Kuala Lumpur |
| Etihad Airways                | Abou Dabi |
| EVA Air                       | Taïwan-Taoyuan |
| Fiji Airways                  | Nadi |
| Finnair                       | Helsinki-Vantaa |
| Firefly                       | Ipoh-Sultan A. Shah, Kuala Lumpur-Subang, Kuantan-Sultan Haji Ahmad Shah |
| Garuda Indonesia              | Denpasar-Bali, Djakarta-S.-Hatta, Medan-Kualanamu, Surabaya-Juanda |
| Hebei Airlines                | Hangzhou-Xiaoshan, Shijiazhuang |
| IndiGo                        | Bangalore-Kempegowda, Madras (Chennai) |
| Indonesia AirAsia             | Bandung-H.-Sastranegara, Denpasar-Bali, Djakarta-S.-Hatta, Medan-Kualanamu, Padang-Tabing, Semarang-A. Yani, Yogyakarta |
| Japan Airlines                | Tokyo-Haneda, Tokyo-Narita |
| JC International Airlines     | Phnom Penh |
| Jetstar Airways               | Denpasar-Bali, Melbourne-Tullamarine, Perth |
| Jetstar Asia Airways          | - Bangkok-Suvarnabhumi, - Clark, - Đà Nẵng, - Darwin, - Denpasar-Bali, - Guiyang, - Haikou, - Hat Yai, - Hô Chi Minh Ville (Tân Sơn Nhất), - Hong Kong, - Djakarta-S.-Hatta, - Kuala Lumpur, - Manille-N. Aquino, - Medan-Kualanamu, - Okinawa-Naha, - Osaka-Kansai, - Palembang-M. Badaruddin II, - Pekanbaru (Simpang Tiga), - Penang, - Phnom Penh, - Phuket, - Sanya-Phénix, - Shantou-Chaozhou-Jieyang, - Siem Reap-Angkor, - Surabaya-Juanda, - Taïwan-Taoyuan, - Rangoun (Yangon) |
| Jetstar Pacific Airlines      | Hô Chi Minh Ville (Tân Sơn Nhất) |
| KLM                           | Amsterdam, Denpasar-Bali |
| Korean Air                    | Séoul-Incheon |
| Lanmei Airlines               | Phnom Penh |
| Lion Air                      | Djakarta-S.-Hatta |
| LOT Polish Airlines           | Varsovie-Chopin, |
| Lufthansa                     | Francfort, Munich-F. J. Strauß |
| Malaysia Airlines             | Kuala Lumpur, Kuching, Miri |
| Malindo Air                   | Kuala Lumpur, Penang |
| Myanmar Airways International | Rangoun (Yangon) |
| Myanmar National Airlines     | Mandalay, Rangoun (Yangon) |
| Philippine Airlines           | Manille-N. Aquino |
| Philippines AirAsia           | Mactan-Cebu |
| Qantas                        | Brisbane, Londres-Heathrow, Melbourne-Tullamarine, Perth, Sydney-K. Smith |
| Qatar Airways                 | Doha-Hamad |
| Regent Airways                | Dacca-Shah Jalal |
| Royal Brunei Airlines         | Bandar Seri Begawan |
| Saudia                        | Djeddah - Roi-Abdelaziz |
| Scoot                         | - Amritsar-Guru-Ram-Das, - Athènes E.-Venizélos, - Bangalore-Kempegowda, - Bangkok-Don Muang, - Bangkok-Suvarnabhumi, - Berlin-Brandebourg, - Pusan-Gimhae, - Mactan-Cebu, - Madras (Chennai), - Chiang Mai, - Clark, - Dalian-Zhoushuizi, - Denpasar-Bali, - Dacca-Shah Jalal, - Gold Coast-Coolangatta, - Canton-Baiyun, - Haikou, - Hangzhou-Xiaoshan, - Hanoï-Nội Bài, - Harbin Taiping, - Hat Yai, - Hô Chi Minh Ville (Tân Sơn Nhất), - Hong Kong, - Hyderabad-R. Gandhi, - Ipoh-Sultan A. Shah, - Djakarta-S.-Hatta, - Djeddah - Roi-Abdelaziz, - Jeju, - Jinan, - Kaohsiung, - Cochin, - Krabi, - Kuala Lumpur, - Kuantan-Sultan Haji Ahmad Shah - Kuching, - Langkawi, - Londres-Gatwick, - Macao, - Manille-N. Aquino, - Melbourne-Tullamarine, - Nanchang-Changbei, - Nankin, - Nanning, - Ningbo, - Osaka-Kansai, - Palembang-M. Badaruddin II, - Pekanbaru (Simpang Tiga), - Penang, - Perth, - Phuket, - Qingdao-Jiaodong, - Shin-Chitose, - Séoul-Incheon, - Shenyang, - Shenzhen-Bao'an, - Surabaya-Juanda, - Sydney-K. Smith, - Taïwan-Taoyuan, - Tianjin Binhai, - Trichy-Tiruchirapally, - Tokyo-Narita, - Wuxi/Suzhou, - Xi'an-Xianyang, - Zhengzhou                                                      |
| Shenzhen Airlines             | Shenzhen-Bao'an |
| Siam Air                      | Bangkok-Don Muang |
| Sichuan Airlines              | Chengdu-Shuangliu, Hangzhou-Xiaoshan, Nanning |
| SilkAir                       | - Balikpapan-Sultan-A.-M.-Sulaiman, - Bandung-H.-Sastranegara, - Bangalore-Kempegowda, - Cairns, - Mactan-Cebu, - Changsha, - Chengdu-Shuangliu, - Madras (Chennai), - Chiang Mai, - Chongqing-Jiangbei, - Coimbatore, - Colombo-Bandaranaike, - Đà Nẵng, - Darwin, - Davao City-Francisco Bangoy, - Denpasar-Bali, - Fuzhou-Chánglè, - Hanoï-Nội Bài, - Hiroshima, - Hyderabad-R. Gandhi, - Katmandou-Tribhuvan, - Cochin, - Ko Samui, - Calcutta-N. S. C. Bose, - Kota Kinabalu, - Kuala Lumpur, - Kunming-Changshui, - Lombok, - Luang Prabang, - Makassar-Sultan-Hasanuddin, - Malé Velana, - Manado-S. Ratulangi, - Mandalay, - Medan-Kualanamu, - Penang, - Phnom Penh, - Phuket, - Semarang-A. Yani, - Shenzhen-Bao'an, - Siem Reap-Angkor, - Surabaya-Juanda, - Trivandrum, - Vientiane-Wattay, - Vishakhapatnam, - Wuhan, - Xiamen-Gaoqi, - Rangoun (Yangon), - Yogyakarta En saison charter : Okinawa-Naha, Charter : Guilin-Liangjiang, |
| Singapore Airlines            | - Adélaïde, - Ahmedabad-Sardar-Vallabhbhai-Patel, - Amsterdam, - Auckland, - Bandar Seri Begawan, - Bangalore-Kempegowda, - Bangkok-Suvarnabhumi, - Barcelone-El Prat, - Pékin-Capitale, - Brisbane, - Pusan-Gimhae, - Canberra, - Le Cap, - Madras (Chennai), - Christchurch, - Colombo-Bandaranaike, - Copenhague-Kastrup, - Delhi-Indira Gandhi, - Denpasar-Bali, - Dacca-Shah Jalal, - Dubaï, - Düsseldorf, - Francfort, - Fukuoka, - Hanoï-Nội Bài, - Hong Kong, - Houston-George Bush, - Hô Chi Minh Ville (Tân Sơn Nhất), - Istanbul, - Djakarta-S.-Hatta, - Johannesbourg OR Tambo, - Calcutta-N. S. C. Bose, - Kuala Lumpur, - Londres-Heathrow, - Los Angeles, - Malé Velana, - Manchester, - Manille-N. Aquino, - Melbourne-Tullamarine, - Milan-Malpensa, - Bombay-Chhatrapati-Shivaji, - Munich-F. J. Strauß, - Nagoya-Chūbu, - Newark-Liberty, - New York-John F. Kennedy, - Osaka-Kansai, - Paris-Charles de Gaulle, - Perth, - Rome Léonard-de-Vinci/Fiumicino, - San Francisco, - Séoul-Incheon, - Shanghai-Pudong, - Stockholm-Arlanda, - Surabaya-Juanda, - Sydney-K. Smith, - Taïwan-Taoyuan, - Tokyo-Haneda, - Tokyo-Narita, - Wellington, - Rangoun (Yangon), - Zurich En saison : Phuket, Shin-Chitose |
| Spring Airlines               | Shanghai-Pudong |
| SriLankan Airlines            | Colombo-Bandaranaike |
| Swiss International Air Lines | Zurich |
| Thai AirAsia                  | Bangkok-Don Muang, Krabi, Phuket |
| Thai Airways                  | Bangkok-Suvarnabhumi |
| Thai Lion Air                 | Bangkok-Don Muang |
| Turkish Airlines              | Istanbul |
| United Airlines               | Los Angeles, San Francisco |
| US-Bangla Airlines            | Dacca-Shah Jalal |
| Uzbekistan Airways            | Kuala Lumpur, Tachkent |
| Vietjet Air                   | Hanoï-Nội Bài, Hô Chi Minh Ville (Tân Sơn Nhất) |
| Vietnam Airlines              | Hanoï-Nội Bài, Hô Chi Minh Ville (Tân Sơn Nhất) |
| West Air                      | Chongqing-Jiangbei, Ürümqi-Diwopu |
| XiamenAir                     | Dalian-Zhoushuizi, Fuzhou-Chánglè, Xiamen-Gaoqi, Xi'an-Xianyang |
| ZIPAIR Tokyo                  | Tokyo-Narita |

Édité le 08/04/2018

## Accidents et incidents
- Le 26 mars 1991, un Airbus A310 opérant sur le vol Vol Singapore Airlines 117 (en) est piraté par des terroristes pakistanais. L'avion a atterri à l'aéroport de Singapour à 22 h 15 heure locale. Les forces spéciales de Singapour prennent d'assaut l'avion le lendemain matin. Les quatre terroristes sont tués tandis que les passagers et le personnel de bord sont sains et saufs après avoir été retenus en otage pendant plus de huit heures[22].
- Le 19 juin 2019, un drone étranger a été repéré aux abords de l'aéroport, perturbant ainsi 37 vols à la suite de la fermeture d'une piste[23]. Un autre incident identique s'est reproduit le 24 juin 2019. Le temps particulièrement mauvais a également contribué aux retards de 17 avions[24].

## Accès
L'aéroport est accessible via le réseau métro Mass Rapid Transit (MRT) : la station Changi Airport (CG2) de la East West Line relie le terminal 2 de l'aéroport à la ville (depuis le 8 février 2002). Les passagers doivent effectuer un changement de rame quai à quai à la station Tanah Merah.
Le bus no 36 relie l'aéroport au centre-ville en une demi-heure environ.